# Paul Melko
Paul Melko (* 22. Mai 1968 in Athens) ist ein US-amerikanischer Science-Fiction-Autor.

## Leben
Melko publizierte zunächst Erzählungen und Kurzgeschichten in US-amerikanischen Magazinen wie Asimov’s Science Fiction und Realms of Fantasy, sowie in Anthologien wie The Year’s Best Science Fiction. 2008 publizierte er seinen ersten Roman Singularity's Ring (dt. Der Ring), in dem es um eine Gruppe Menschen geht, die auf chemisch-telepathischem Weg kommunizieren können. Ein Auszug daraus, Strom's Story, wurde für den Nebula nominiert. Dieser und nachfolgende Romane wie The Walls of the Universe (dt. Die Mauern des Universums) erschienen unter anderem in französischer und deutscher Übersetzung.
Melko ist verheiratet und lebt mit seiner Frau und vier Kindern in der Nähe von Columbus (Ohio).
2009 wurde sein Roman Singularity’s Ring mit dem Compton Crook Award als bester Debütroman ausgezeichnet. Im gleichen Jahr erhielt er den Locus Award als bester Debütroman.

## Werke
- Singularity's Ring 2008. ISBN 0-7653-1777-X
  - Der Ring. Heyne Verlag, München 2011, ISBN 978-3-453-52765-2.
- The Walls of the Universe 2009. ISBN 0-7653-1997-7
  - Die Mauern des Universums. Heyne Verlag, München 2010, ISBN 978-3-453-52691-4.
- The Broken Universe 2012. ISBN 0-7653-2914-X